# IPad Air (5e génération)
L’iPad Air de cinquième génération ou iPad Air 5 est une tablette conçue, développée et commercialisée par l'entreprise multinationale américaine Apple. Il est annoncé le 8 mars 2022. L'appareil a une puce M1 ainsi que d'un écran Retina Display de 10,9 pouces. Il a aussi 5 nouvelles couleurs: gris sidéral, lumière stellaire, rose, mauve et bleu. Il prend en charge l'Apple Pencil de deuxième génération et le Bluetooth 5.0. Il était en précommande le 11 mars 2022 et il est sorti le 18 mars 2022.

## Conception
L’iPad Air 5 dispose du même design que l’iPad Air 4. De nouvelles couleurs sont par ailleurs disponibles. La principale différence avec son prédécesseur est l’implantation d’une puce M1. L’iPad Air de 4e génération possède une puce A14 Bionic.

## Logiciel
Il est doté d’iPadOS 15 et peut supporter la dernière version de iPadOS